# Italochrysa nigrovenosa
Italochrysa nigrovenosa is een insect uit de familie van de gaasvliegen (Chrysopidae), die tot de orde netvleugeligen (Neuroptera) behoort. 
Italochrysa nigrovenosa is voor het eerst wetenschappelijk beschreven door Kuwayama in 1970.